# Фердинанд Бонавентура II фон Харах
Фердинанд Бонавентура II Антон фон Харах-Рорау-Танхаузен (на немски: Ferdinand Bonaventura II Anton Graf von Harrach zu Rohrau und Thannhausen) е граф на Харах-Рорау-Танхаузен, австрийски държавник, дипломат, индустриалец, губернатор на Долна Австрия и президент на съда.

## Биография
Роден е на 11 април 1708 година във Гмунден, Хабсбурска монархия. Той е най-малкият син (15-о дете) на държавника и индустриалеца граф Алойз Томас Раймунд фон Харах-Рорау-Танхаузен (1669 – 1742), вицекрал на Неапол и Сицилия, и втората му съпруга графиня Анна Цецилия фон Танхаузен (1674 – 1721), вдовица на граф Михаел Освалд фон Тун, дъщеря на граф Йохан Йозеф Игнац фон Танхаузен (1650 – 1684) и графиня Елеонора, трушсес фон Ветцхаузен (1657 – 1692). Внук е на граф Фердинанд Бонавентура I фон Харах-Рорау (1636 – 1706) и графиня Йохана Терезия фон Ламберг (1639 – 1716). Брат е на граф Фридрих Август фон Харах-Рорау (1696 – 1749).
Фердинанд Бонавентура II фон Харах поема предприятията в Шлуцкенау, Грос-Призен и Обер-Маркерсдорф в Бохемия и Яновитц в Моравия, тогава в Горна и Долна Австрия. Той започва държавна служба и става скоро австрийски дворцов съветник и истински таен съветник. През октомври 1744 г. той като императорски комисер е при изборите на архиепископ в Залцбург. От 1745 до 1750 г. е маршал на Долна Австрия.
През октомври 1746 г. Мария Терезия го изпраща като министър на конгреса в Бреда. През август 1747 г. той става генерал-щатхалтер на Ломбардия. Завършва тази тежка задача и се връща през 1750 г. във Виена. През 1749 г. за успехите му той е награден с австрийския Орден на Златното руно. Фердинанд Бонавентура е също министър, най-главен президент на съда и от януари 1751 г. президент на имперския дворцов съвет.
Умира на 28 януари 1778 г. във Виена на 69-годишна възраст.

## Фамилия
Първи брак: на 25 октомври 1733 г. се жени за графиня Мария Елизабет фон Галас (* 18 януари 1718; † 8 януари 1737), дъщеря на вице-крал на Неапол, граф Йохан Венцел фон Галас (1669 – 1719) и графиня Мария Ернестина фон Дитрихщайн (1683 – 1745), която от 8 юни 1721 г. е третата съпруга на баща му. Тя умира на 18 години. Те нямат деца.
Втори брак: на 9 октомври 1740 г. в Пруг се жени за племенницата си графиня Мария Роза фон Харах-Рорау-Танхаузен (* 20 август 1721, Залцбург; † 29 август 1785, Виена), дъщеря на брат му Фридрих Август фон Харах-Рорау (1696 – 1749) и принцеса Мария Елеонора Каролина фон Лихтенщайн (1703 – 1757). Те имат две дъщери, само едната пораства:
- Мария Елеонора (* 12 юни 1757; † 13 февруари 1758)
- Мария Розалия Алойзия Катарина фон Харах (* 25 ноември 1758, Виена; † 31 март 1814, Виена), омъжена на 23 април 1777 г. във Виена за 4. княз Йозеф Ернст Кински фон Вчинитц и Тетау (* 12 януари 1751, Виена; † 11 август 1798, Прага), императорски дворцов съветник.[3]